# انتقال جمعیت لهستانی (۱۹۴۶–۱۹۴۴)

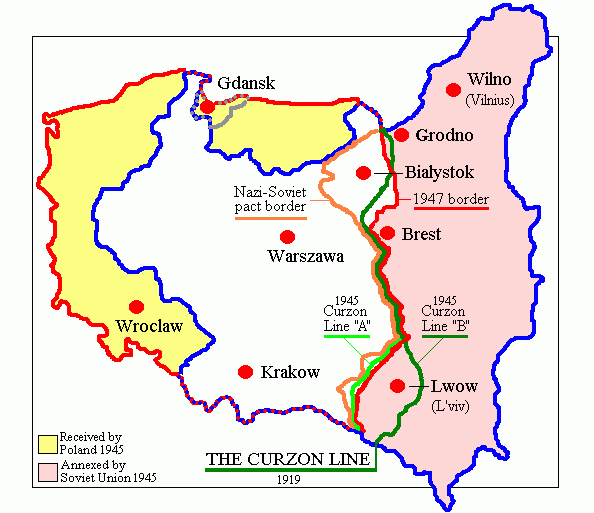
خط کرزن و تغییرات ارضی لهستان از سال ۱۹۳۹ تا ۱۹۴۵. نواحی صورتی سرزمین‌های جدا شده و نواحی زرد رنگ سرزمین‌های الحاق شده به خاک لهستان.

انتقال جمعیت لهستانی در ۱۹۴۶–۱۹۴۴ سیاستی بود که شوروی بعد از پایان جنگ جهانی دوم و با تأیید متفقین غربی جهت مهاجرت اجباری مردمان لهستانی از مناطق شرقی لهستان پیش گرفت. (به تبعید لهستانی‌ها از کلان منطقه کرسی نیز شناخته می‌گردد) پیش از آن نیز در بین سال‌های ۱۹۳۹ تا ۱۹۴۱ و پس از تهاجم به لهستان توسط شوروی و آلمان، دولت کمونیستی شوروی سیاست‌های مشابه‌ای را جهت اخراج لهستانی‌ها از مناطق تحت تصرف خود پیش گرفته بود. پس از پایان جنگ جهانی دوم سیاست رسمی شوروی جهت انتقال مردمان لهستانی از نواحی اشغالی خود در طی مراحل مختلف بیش از یک میلیون نفر شهروند لهستانی را تحت تأثیر قرار داد.
در سال ۱۹۴۳ طی کنفرانس تهران شوروی خواسته بود تا پس از پایان جنگ و شکست آلمان کلان منطقه کرسی به خاک جمهوری‌های سوسیالیستی اوکراین، بلاروس و لیتوانی اضافه گردد. در کنفرانس یالتا این تقاضا در کنار دیگر طرح‌های مهاجرت اجباری مورد توافق رهبران متفقین قرار گرفت و در مورد لهستان، طرح دولت شوروی طی کنفرانس پوتسدام در ۱۹۴۵ که بدون دعوت دولت در تبعید لهستان برگزار گشت از طرف دولت‌های متفق تأیید گشت.
طبق گزارش‌های رسمی در بین سال‌های ۴۶–۱۹۴۵ نزدیک به ۱٬۱۶۷٬۰۰۰ لهستانی که کمتر از ۵۰ درصد آن‌ها متقاضی انتقال بودند از جمهوری‌های غربی شوروی انتقال داده شدند. دور دیگری از انتقال لهستانی‌ها پس از مرگ استالین در سال‌های ۱۹۵۵ تا ۱۹۵۹ اجرایی گشت.
این فرایند در نوشته‌ها و منابع مختلف اخراج، نفی بلد، اخراج از میهن یا مهاجرت معکوس نامیده شده‌است. لفظ مهاجرت معکوس که از طرف شوروی و دولت کمونیستی لهستان استفاده می‌گشت تلاشی جهت تحریف عمدی وقایع بود زیرا مردمانی که انتقال داده شدند مجبور به خروج از سرزمین مادری خود گشتند و نه بازگشت به آن. در مفهومی گسترده‌تر این اتفاق را اوج فرایند لهستانی زدایی می‌دانند که شوروی و دولت دست نشانده‌اش در لهستان پس از جنگ پیاده نمودند. بسیاری از لهستانی‌های انتقال داده شده در سرزمین‌های شرقی سابق آلمان که جمهوری خلق لهستان آن‌ها را سرزمین‌های احیا شده می‌نامید ساکن گشتند.